# 中部工業短期大学
中部工業短期大学（ちゅうぶこうぎょうたんきだいがく）は、愛知県春日井市松本町字鴨原1200-1に本部を置いていた日本の私立大学である。1962年に設置され、1966年に廃止された。

## 概要

### 大学全体
- 学校法人三浦学園により[1]1962年、愛知県春日井市内[2]に設置された日本の私立短期大学[3]。
- 当初は設置学科数は2つで[4]、入学定員はいずれも40名となっていた[5]。1963年には１学科の増設により3学科体制となる[6]。
- 予て四年制大学への水増し計画が実現したことにより、結局は1963年の入学生を最後に1966年3月31日をもって短期大学としての使命を終える[7]

### 教育および研究
- 設置された学科の各専門教育が行われていた[8]。

## 沿革
- 1962年
  - 1月20日 - 短期大学の設置が文部省より認可される[9]
  - 4月1日 - 中部工業短期大学が以下の学科体制にて開学する[10]。在学者数[11]/入学定員
    - 機械科 男31/40
    - 電気科 男28/40

  - 12月8日 - 学校法人三浦学園の24周年記念式と中部工業短期大学の開学式が行われる[12][13]。
- 1963年
  - 4月1日 - 建設科を増設[14]。学生数[注 2]/入学定員[15] は以下の通り。
    - 56/40

  - 同 - 全学科、学生募集最後となる[注 3]。以後、中部工業大学へ。
- 1966年3月31日 - 短期大学としての使命を終える[16]。

## 基礎データ

### 所在地
- 愛知県春日井市松本町字鴨原1200-1[注 1]

## 教育および研究

### 組織

#### 学科[17]
- 機械科
- 電気科
- 建設科

#### 専攻科
- なし

#### 別科
- なし

#### 取得資格について
- 中学校教諭二級免許状（技術）[18]の設置が、機械科、電気科において認可されていた。

## 大学関係者と組織

### 大学関係者一覧

#### 大学関係者
- 三浦幸平：本短大学長

### 系列校
- 名古屋第一工業高等学校

## 関連サイト
- 学校法人中部大学の歴史